# George Carlin
George Denis Patrick Carlin (engelska: [dʒɔː(ɹ)dʒ ˈdɛnɪs ˈpætɹɪk kɑː(r)lɪn] ( lyssna)), född 12 maj 1937 på Manhattan i New York, död 22 juni 2008 i Santa Monica, Los Angeles, Kalifornien, var en amerikansk ståuppkomiker, författare, samhällskritiker och skådespelare.
Han har medverkat i filmer, till exempel Jersey Girl, Tidvattnets furste, Scary Movie 3 och Bill & Teds galna äventyr. Han var känd för ett mustigt språk, för många provocerande uttalanden, och för sin avsky för golf och religion, bland mycket annat. I filmen Dogma spelar han en golfande kardinal.

## Karriär
År 1959 började Carlin och Jack Burns tillsammans som komiker när de jobbade för radiostationen KXOL i Fort Worth, Texas. Carlin blev under tiden fram till sin död 2008 en av de största komikerna någonsin. 2004 hamnade Carlin tvåa på Comedy Centrals listan över de 100 största komikerna genom tiderna, före Lenny Bruce och efter Richard Pryor. År 2008 tilldelades han postumt Mark Twain-priset för Amerikansk Humor.

## Teman
Carlins material kan delas in i tre kategorier: "den lilla världen" (observationell humor), "den stora världen" (kommentarer som det sociala), och egenheterna i det engelska språket (eufemismer, tvetydigheter), alla delar det övergripande temat för (med hans egna ord) "mänsklighetens skitsnack", vilket kan omfatta mord, folkmord, krig, våldtäkt, korruption, religion och andra aspekter av den mänskliga civilisationen. Han var känd för att blanda observationer med kommentarer om dem. Han behandlade dessa ämnen regelbundet och med en misantropisk och nihilistisk stil.
Språket återkom ofta i Carlins arbeten. Eufemismer som, enligt honom, döljer eller förvränger den verkliga innebörden. Användningar av språket som han kände var pompöst, förmätet eller dumt var ofta föremål för Carlins rutiner.
Carlin uppmärksammade också framstående ämnen i den amerikanska och västerländska kulturen, som besatthet av berömmelse och kändisskap, konsumism, konservativ kristendom, politisk alienation, företagens kontroll, hyckleri, barnuppfostran, snabbmat, nyhetsstationer, blind patriotism, sexuella tabun, användning av teknik och övervakning, bland många andra ämnen. Carlin har kritiserat presidentvalen för att deras funktion är att ge människorna en illusion av val. Han har sagt att sist han röstade var år 1972, då han röstade på George McGovern som ställde upp som kandidat mot Richard Nixon.

## Diskografi
- 1977 – On the Road

## Filmografi (urval)
- 1979 – Americathon
- 1990–1995 – Thomas och vännerna (TV-serie) (röst)
- 1987 – Par i damer
- 1989 – Bill & Teds galna äventyr
- 1991 – Bill & Teds galna mardrömsresa
- 1991 – Tidvattnets furste
- 1998 – Simpsons, avsnitt D'oh-in in the Wind (gäströst i TV-serie)
- 1999 – Dogma
- 2003 – Scary Movie 3
- 2004 – Jersey Girl
- 2005 – Tarzan II (röst)
- 2005 – The Aristocrats
- 2006 – Bilar (röst)
- 2007 – Zeitgeist